# Linas Linkevičius
Linas Antanas Linkevičius (Vilnius, 6 januari 1961) is een Litouws politicus van sociaaldemocratische signatuur. Tussen december 2012 en december 2020 was hij minister van Buitenlandse Zaken, eerst in het kabinet van Algirdas Butkevičius, daarna in het kabinet van Saulius Skvernelis. Eerder was Linkevičius twee keer minister van Defensie (1993-1996, 2000-2004).

## Biografie
Linkevičius was tussen oktober 1993 en november 1996 minister van Defensie. Tussen 2000 en 2004 was hij opnieuw minister van Defensie. In 2005 werd Linkevičius de permanente vertegenwoordiger van Litouwen bij de NAVO. Zes jaar later vertrok hij bij de NAVO. Een jaar later werd Linkevičius minister van Buitenlandse Zaken.
Als minister van Buitenlandse Zaken was Linkevičius een constante voorstander van een harde lijn tegen de Russische acties in Oekraïne. Binnen de Europese Unie en de NAVO stelde hij zich hard op tegen Rusland.
Toen in september 2017 een conflict ontstond tussen de sociaaldemocraten en de grotere coalitiepartner de Litouwse Unie van Boeren en Groenen, stapten de sociaaldemocraten uit de regering. Linkevičius kon zich hier niet in vinden en bleef aan als partijloos minister. Hij bleef in functie tot het aantreden van een nieuwe regering onder Ingrida Šimonytė op 11 december 2020.